# Padang Rambun
Padang Rambun is een bestuurslaag in het regentschap Seluma van de provincie Bengkulu, Indonesië. Padang Rambun telt 1680 inwoners (volkstelling 2010).